# 타지크 에어
타지크 에어(타지크어: Таджик Эйр, 영어: Tajik Air)는 타지키스탄의 국영 항공사로 총 3개 노선을 취항하고 있다. 본사는 타지키스탄 두샨베 위치해 있으며 1924년에 설립했다. 또한 사용하고 있는 허브 공항으로 두샨베 국제공항이 있다.
이 항공사의 경우 유럽 연합 측에서 보안 문제와 기종 노후화 문제를 이유로 EU 역내 취항 금지 항공 회사 목록 리스트에 들어 가면서 유럽 취항을 전면 금지 했으나 현재까지 러시아 노선을 운항하고 있다.

## 운항 노선
- 2019년 1월 현재 타지크 에어는 다음과 같은 노선을 운항하고 있다.[2]

## 보유 기종
- 2023년 1월 기준으로 타지크 에어는 다음과 같은 기종을 보유하고 있으며 평균 기령은 31년이다.[3][4]